# Sichuan Longfor
Sichuan Longfor Football Club war ein chinesischer Fußballverein, der derzeit in der China League One (zweithöchste Spielklasse) spielt. Sie kamen aus der kreisfreien Stadt Dujiangyan (Teil von Chengdu) in der Provinz Sichuan und absolvierten ihre Heimspiele im Dujiangyan Phoenix Stadium.

## Geschichte
Der Verein wurde im September 2013 gegründet und startete in der dritten chinesischen Fußballliga (China League Two). 2018 gelang der Aufstieg in die zweite Liga. 2020 wurde der Verein aufgelöst.

## Platzierungen
| Saison   | 2014 | 2015 | 2016 | 2017 | 2018 |
| -------- | ---- | ---- | ---- | ---- | ---- |
| Liga     | 3    | 3    | 3    | 3    | 3    |
| Position | 6    | 3    | 4    | 6    | 1    |